# Nghêu hấp

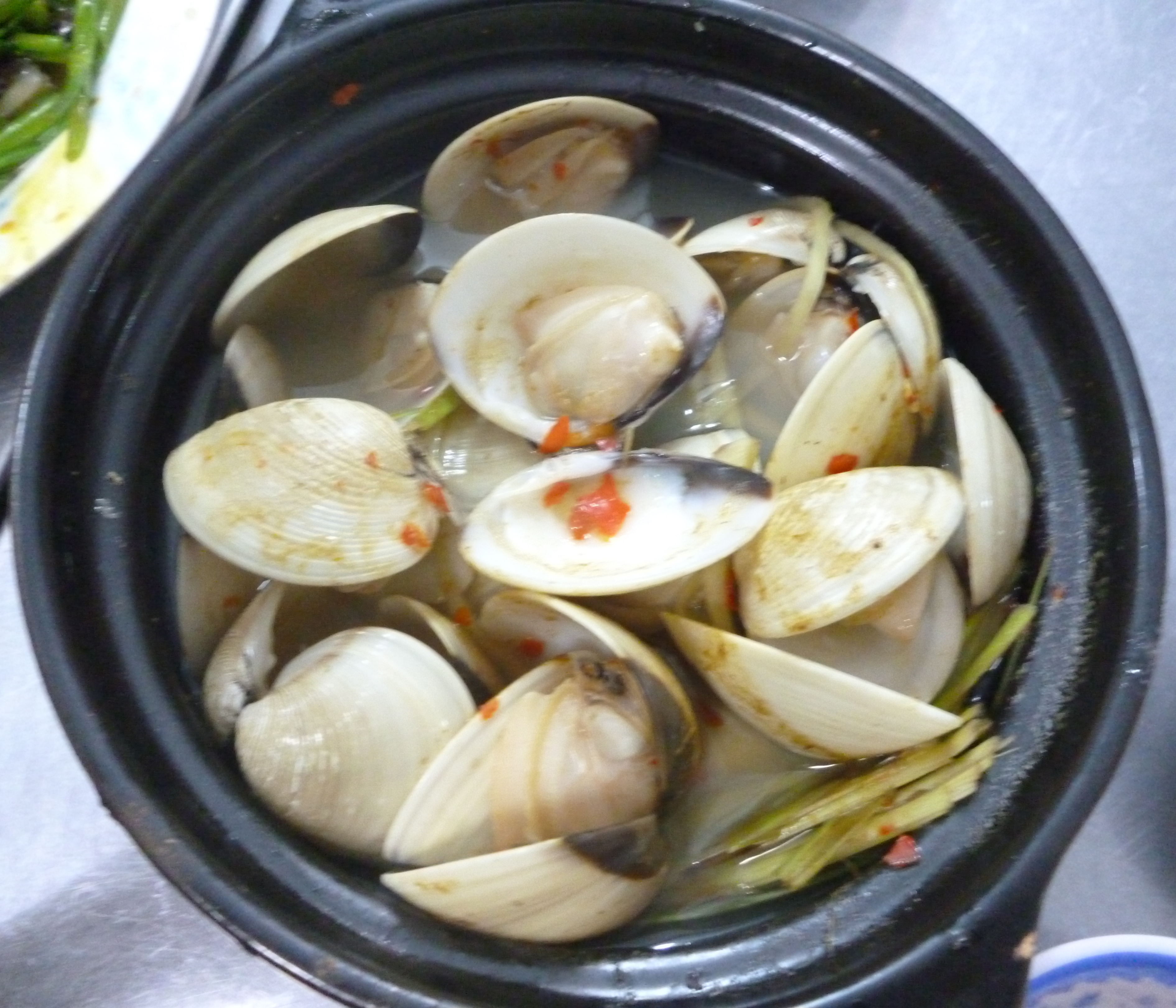
Một thố nghêu hấp sả ở Việt Nam

Nghêu hấp (Steamed clams) là một món hải sản từ các loài nghêu và được chế biến theo phương pháp hấp (Steamed). Đây là món ăn đơn giản, dễ làm. Ở Việt Nam, khi người ta hấp nghêu thường bỏ kèm theo lá sả vì vậy món ăn này thường được gọi là nghêu hấp sả. Thịt nghêu là loại thực phẩm có giá trị dinh dưỡng cao, thơm ngon được nhiều người ưa thích (chiếm 56% protein tính theo trọng lượng khô) tuy vậy, cần chú ý đến yếu tố vệ sinh, chế biến vì trong nghêu đều tích luỹ cả ba loại độc tố tảo ASP, PSP và DSP trong mô nội tạng.

## Chế biến
Khi làm nghêu hãy pha một ít nước muối và ngâm nghêu trong khoảng 15 phút giúp làm sạch cát, bùn bám bên trong và cả bên ngoài nghêu, có thể thay thế bằng nước lạnh. Dùng khăn sạch lau nghêu cho thật khô và quan sát để tìm ra những con bị hở miệng hoặc đã hư, thối, cần được làm kỹ vì chỉ cần bỏ sót một con nghêu chết, mùi hôi của chúng sẽ làm hỏng món ăn. Các gia vị như quế, sả, gừng, húng tây và nước chanh sẽ giúp món nghêu hấp có được mùi thơm hơn.
Sử dụng đúng lượng nước hấp nghêu cũng là một trong những yếu tố quan trọng để món ăn ngon hơn, cứ mỗi kg nghêu, cần dùng khoảng một chén nước vì trong quá trình hấp, nghêu còn tự tiết nước. Nếu cho quá ít nước, nghêu không chín đều, phần nước luộc nghêu cũng sẽ bị mặn. Ngược lại, nước luộc nghêu sẽ mất đi vị ngọt nếu cho nước quá nhiều. Tùy thuộc vào từng loại nghêu mà thời gian hấp thường từ 5 đến 10 phút, với nhiệt độ từ 70oC đến 90o C. Hấp cho đến lúc nghêu mở miệng, lúc này, thịt nghêu đã chín. Nếu đun quá lâu, nghêu sẽ mất nước, thịt teo lại, ăn không ngon. Những con nghêu không mở miệng vì chúng có thể đã chết hoặc chưa chín. 